# Chassigny (Alto Marne)
Chassigny é uma comuna francesa na região administrativa do Grande Leste, no departamento do Alto Marna. Estende-se por uma área de 15.89 km², e possui 256 habitantes, segundo o censo de 2018, com uma densidade de 16 hab/km².